# Dwór w Bliżu
Dwór w Bliżu – dawna rezydencja folwarczna w Bliżu w województwie dolnośląskim. Obiekt otoczony jest parkiem i dawnym folwarkiem.  

## Historia
Pierwsza wzmianka o Bliżu jako majątku rycerskim „Blis” pochodzi z 1245 roku. W późniejszych dokumentach używano form „Blysz”, „Bleysch” oraz „Bleyschkowitz”. W latach 1935–1938 nazwę zniemczono na Pleische.  
Do 1810 roku majątek należał do biskupstwa wrocławskiego. Po sekularyzacji przeszedł na własność państwa pruskiego. W 1830 roku wieś liczyła osiem domów i szkołę ewangelicką.  
W 1886 roku posiadłość należała do por. Paula Schaube, a pod koniec XIX wieku do rodu von Johnston. Dwór pozostawał własnością tej rodziny (m.in. Mortimera i Gustava von Johnstonów) aż do 1945 roku.  
Po II wojnie światowej majątek przejęło państwo polskie, grunty rozparcelowano, a pałac zaadaptowano na mieszkania. Początkowo miejscowość nosiła nazwy „Plechów” i „Baranowice II”, ale w połowie lat 40. XX wieku przywrócono nazwę Bliż.  

## Architektura
Pałac powstał na przełomie XIX i XX wieku w stylu eklektycznym z elementami neobarokowymi. Budynek wzniesiono na planie zbliżonym do litery „T”, jest murowany, trzypiętrowy, z boniowanym cokołem i zaakcentowanym piano nobile. Dach dwuspadowy urozmaicają lukarny; szczyty zwieńczono półkolistymi łukami i wolutami. Od południa znajduje się ryzalit z tarasem i portalem w łuku pełnym, a obok – ośmioboczna wieżyczka z daszkiem namiotowym.  
Otoczenie dworu tworzył układ entre cour et jardin: od strony folwarku prostokątny dziedziniec gospodarczy, od północy park krajobrazowy w stylu angielskim. Zachowały się także zabudowania gospodarcze – stodoła, obora i oficyny z przełomu XIX/XX wieku.  

## Stan obecny
Po wojnie pałac przebudowano na budynek mieszkalny wielorodzinny. Częściowe remonty doprowadziły do utraty części detali, choć zachowały się kolumny balkonowe i gzymsy portalowe. Park istnieje w szczątkowym układzie, a stodoła pozostaje w ruinie. Obiekt nie jest udostępniany do zwiedzania (ogląd możliwy z zewnątrz).  

## Ochrona konserwatorska
Dwór w Bliżu nie jest wpisany do rejestru zabytków, ale znajduje się w gminnej ewidencji zabytków jako zespół pałacowy obejmujący pałac, oficyny, stodołę, oborę i relikt parku.